# Музіле-ді-П'яве
Музіле-ді-П'яве (італ. Musile di Piave, вен. Muxiłe de Piave) — муніципалітет в Італії, у регіоні Венето, метрополійне місто Венеція.
Музіле-ді-П'яве розташоване на відстані близько 420 км на північ від Рима, 27 км на північний схід від Венеції.
Населення — 11 621 особа (2014).
Покровитель — святий Валентин.

## Демографія
Населення за роками:

Станом на 1 січня 2023 року в муніципалітеті офіційно проживав 1301 іноземець з 54 країн, серед них 386 громадян країн Євросоюзу та 79 громадян України.

## Сусідні муніципалітети
- Фоссальта-ді-П'яве
- Єзоло
- Меоло
- Куарто-д'Альтіно
- Сан-Дона-ді-П'яве
- Венеція